# サイコーハート/La Bella Patria/ツナガルコネクト
「サイコーハート/La Bella Patria/ツナガルコネクト」（サイコーハート／ラ・ベラ・パトリア／ツナガルコネクト）は、虹ヶ咲学園スクールアイドル同好会の宮下愛（村上奈津実）、エマ・ヴェルデ（指出毬亜）、天王寺璃奈（田中ちえ美）によるシングル。2020年12月2日にLantisから発売された。

## 背景
前作「Dream with You/Poppin' Up!/DIVE!」から2週間で発売となるシングル。
テレビアニメ『ラブライブ！虹ヶ咲学園スクールアイドル同好会』挿入歌シングル第2弾であり、宮下愛（村上奈津実）、エマ・ヴェルデ（指出毬亜）、天王寺璃奈（田中ちえ美）の3名が担当する。

## 音楽性
エマ・ヴェルデ（指出毬亜）が歌唱する「La Bella Patria」のタイトルは、イタリア語で「美しい故郷」を意味する。

## ダンスシーン映像
収録曲である「サイコーハート」「La Bella Patria」「ツナガルコネクト」のダンスシーン映像は、過去のソロ楽曲や、スマートフォンゲーム『ラブライブ! スクールアイドルフェスティバル ALL STARS』のURに実装された衣装などが一瞬だけ登場している。

### サイコーハート
- ソロ楽曲「めっちゃGoing!!」

### La Bella Patria
- スクスタUR「みんなも一緒に歌おうよ～♪」
- スクスタUR「お花の冠？ あなたが作ったの？」（覚醒前）
- 指出毬亜による2019年10月31日のツイート
- スクフェスNキャラ（モブキャラクター）の私服2種類
- スクスタUR「Delightful Waltz」
- スクスタUR「無邪気な赤ずきん」
- ソロ楽曲「Evergreen」

### ツナガルコネクト
- ソロ楽曲「ドキピポ☆エモーション」
- スクスタUR「フィーリングシグナル」

終盤では、オートエモーションコンバート璃奈ちゃんボードの中の描写を確認する事ができる。

## リリース
2020年12月2日にLantisから、「宮下愛盤」「エマ・ヴェルデ盤」「天王寺璃奈盤」の3形態でリリースされた。収録曲は同一だが、CDジャケットと封入特典が一部異なる。
初回生産特典として発売記念オンラインイベント「あなたといっしょにスマイルパーティー！その2」のイベント応募券が封入された。

## チャート成績
2020年12月14日付オリコン週間シングルランキングで3位にランクインし、アニメシングルチャートにおいて1位獲得となった。
2020年12月14日付のBillboard Japan Hot Animationでは5位、Billboard Japan Hot 100では25位にそれぞれランクインした。

## 収録曲
| 全作詞: Ayaka Miyake。 |                                                 |              |              |                  |      |
| #                      | タイトル                                        | 作詞         | 作曲         | 編曲             | 時間 |
| 1.                     | 「サイコーハート」(宮下愛（村上奈津実）)        | Ayaka Miyake | PASSiON KiNG | PASSiON KiNG     | 4:12 |
| 2.                     | 「La Bella Patria」(エマ・ヴェルデ（指出毬亜）) | Ayaka Miyake | 齊藤庸介     | 齊藤庸介         | 4:46 |
| 3.                     | 「ツナガルコネクト」(天王寺璃奈（田中ちえ美）)  | Ayaka Miyake | DECO*27      | ポリスピカデリー | 3:57 |
| 4.                     | 「サイコーハート」(Off Vocal)                   | Ayaka Miyake |              |                  | 4:12 |
| 5.                     | 「La Bella Patria」(Off Vocal)                  | Ayaka Miyake |              |                  | 4:46 |
| 6.                     | 「ツナガルコネクト」(Off Vocal)                 | Ayaka Miyake |              |                  | 3:55 |
| 合計時間:              | 合計時間:                                       | 合計時間:    | 合計時間:    | 25:48            |      |

## タイアップ
| # | 曲名                 | タイアップ                                                              |
| - | -------------------- | ----------------------------------------------------------------------- |
| 1 | 「サイコーハート」   | テレビアニメ『ラブライブ！虹ヶ咲学園スクールアイドル同好会』第4話挿入歌 |
| 2 | 「La Bella Patria」  | テレビアニメ『ラブライブ！虹ヶ咲学園スクールアイドル同好会』第5話挿入歌 |
| 3 | 「ツナガルコネクト」 | テレビアニメ『ラブライブ！虹ヶ咲学園スクールアイドル同好会』第6話挿入歌 |

### ユニットメンバー
1. 1 2  上原歩夢（大西亜玖璃）、中須かすみ（相良茉優）、桜坂しずく（前田佳織里）、朝香果林（久保田未夢）、宮下愛（村上奈津実）、近江彼方（鬼頭明里）、優木せつ菜（楠木ともり）、エマ・ヴェルデ（指出毬亜）、天王寺璃奈（田中ちえ美）